# Paul Heß
Paul Heß, auch: Hess, Hesse, latinisiert Paulus Hessus (* 11. Juni 1536 in Breslau; † 11. März 1603 in Oels) war ein deutscher Mediziner.

## Leben
Paul Heß, Sohn des Theologen Johann Heß und dessen zweiter Frau Hedwig, wurde am 10. Mai 1553 an die Universität Wittenberg geschickt. Dort fand er im Haus von Philipp Melanchthon Aufnahme und beschäftigte sich mit medizinischen Studien. Zwischenzeitlich soll er sich auch an der Universität Rostock aufgehalten haben. Auf Anraten Melanchthons unternahm er 1556–1558 eine Bildungsreise nach Italien. Er hielt sich dabei mehrere Jahre an der Universität Padua auf, wo er 1556 als Senior der deutschen Nation und vom 5. Juli bis 30. November 1558 als Nationskonsiliar amtierte. Zurückgekehrt nach Sachsen, absolvierte er 1560 auch ein Studium an der Universität Leipzig.
Seine Studien setzte er 1561 wieder in Italien fort, wo er Vizekonsiliar in Padua war. Am 23. Januar 1563 geriet er in eine blutige Auseinandersetzung mit der Polnischen Nation. Um beide Nationen zu befrieden, schaltete man den Juristen Bonifaz Rugerinus ein, der einen Friedensvertrag verfasste. Die Friedensbedingungen wurden am 9. Februar 1563 öffentlich in der Basilika des Heiligen Antonius von beiden Kontrahenten akzeptiert und unterschrieben. Am 23. Juni 1563 wechselte Heß an die Universität Bologna, wo er am 23. Juli 1563 zum Doktor der Medizin promovierte. Ende des Jahres kehrte er nach Breslau zurück und unternahm von dort aus weitere Reisen.
Diese führten ihn an holländische und französische Universitäten, sowie die norddeutschen Städte Königsberg (Preußen), Danzig, Stettin, Rostock und Lübeck. Am 5. Mai 1566 erhielt er auf dem Reichstag in Augsburg eine Berufung als dritter Professor an die medizinische Fakultät der Universität Wittenberg, die er am 16. Juni desselben Jahres mit einer Vorlesung über Galenos antrat. Pfingsten 1571 verließ er jedoch wieder Wittenberg, um in seine Heimat zurückzukehren. 1587 ernannte ihn der Oelser Herzog Karl II. zu seinem Leibarzt. Dieses Amt bekleidete er bis zu seinem Tod 1603.
Paul Heß war in erster Ehe mit Maria Gebenhöfer († 1576) verheiratet. Nach deren Tod vermählte er sich 1592 mit Dorothea Quicker. Der Verbleib seiner Werke ist nicht bekannt. Nachgewiesen ist seine 1562 in Padua erschienene Publikation Defensio XX Problematum Guilandini.

## Weblink
- Beschreibung der Gelehrten von Oels (PDF-Datei; 58 kB)

| Personendaten    | Personendaten                           |
| ---------------- | --------------------------------------- |
| NAME             | Heß, Paul                               |
| ALTERNATIVNAMEN  | Hess, Paul; Hesse, Paul; Hessus, Paulus |
| KURZBESCHREIBUNG | deutscher Mediziner                     |
| GEBURTSDATUM     | 11. Juni 1536                           |
| GEBURTSORT       | Breslau                                 |
| STERBEDATUM      | 11. März 1603                           |
| STERBEORT        | Oels                                    |